# بورجیگین
بورجیگین (مغولی: Боржигин، انگلیسی: Borjigin)، خاندان سلطنتی چنگیز خان و جانشینانش در امپراطوری مغول بود.
تبار مغولی بورجیگین از نام‌آورترین خانواده‌ها در آسیای داخلی بودند و شاهزادگانی از این تبار تا سده بیستم فرمانروایان مغولستان و مغولستان داخلی می‌شدند.

## نگارخانه

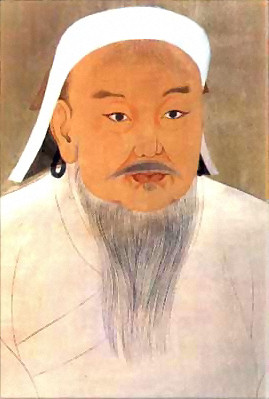
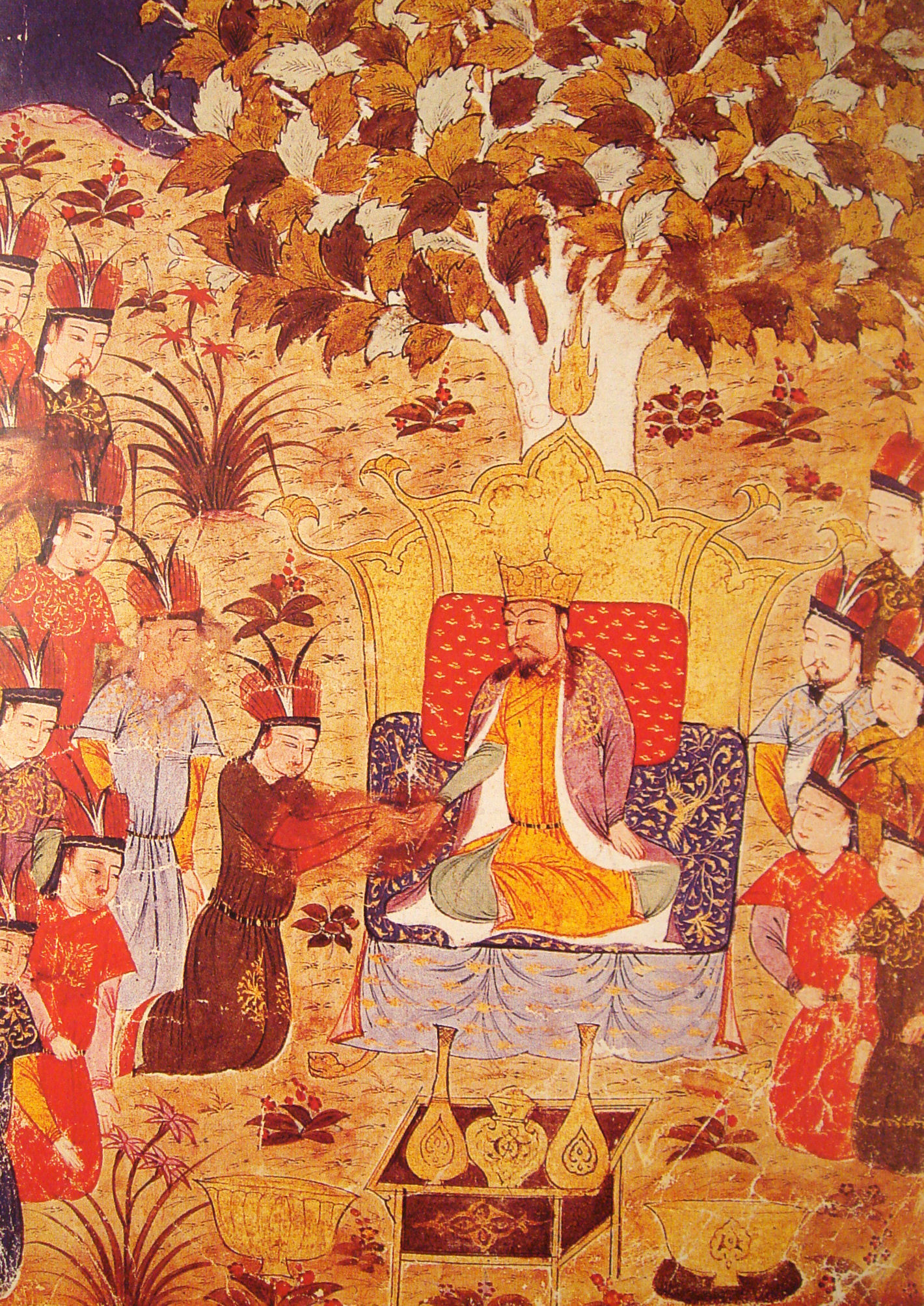
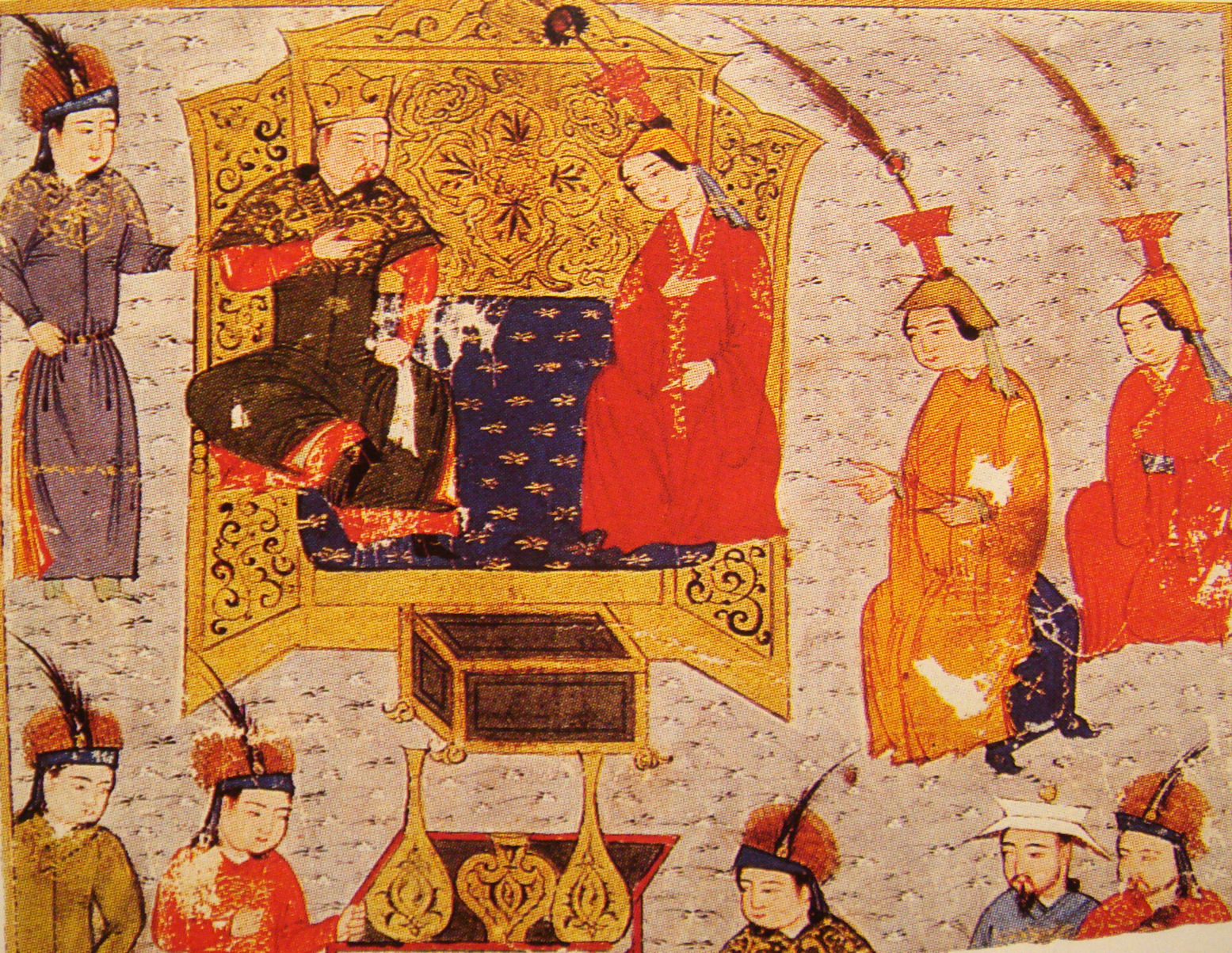
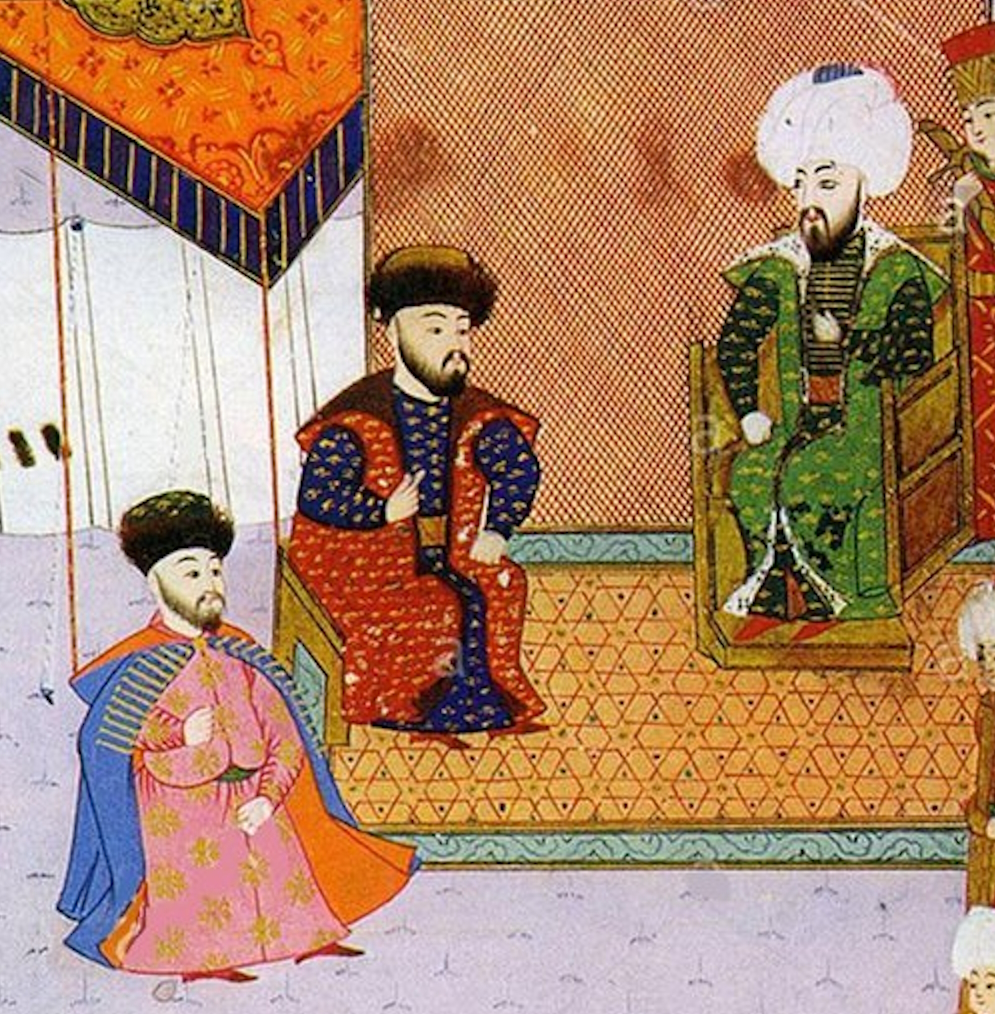
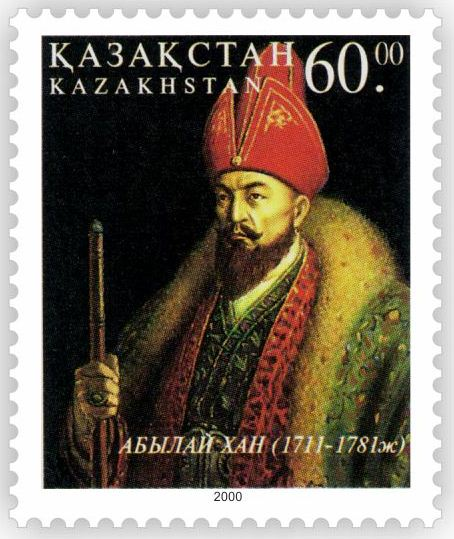